# Sedo
Sedo (Search Engine for Domain Offers) は、マサチューセッツ州ケンブリッジとドイツのケルンに拠点を置くドメイン名およびWebサイトのマーケットプレイスおよびドメインパーキングのプロバイダーである。ドイツに本拠を置くUnited Internetの子会社であるこの会社は、1,600 万を超えるドメイン名をそのWebサイトに売買用にリストしている。

## 歴史

### Sedo
Sedoは、2000年に3人のドイツ人大学生、Tim Schumacher(Sedo Holding AGの前CEO)、Marius Würzner(現在のSedo GmbHのドイツオフィスのCOO)、Ulrich Priesner(現在のSedoのCTO) によって設立され、Schumacherの修士論文「インターネット ドメイン名の取引における価格形成」のコアコンセプトをモデルにしている。2001年2月、1&1 Internet AG が41%の株式を購入してこの事業に投資したことにより、Sedo GmbHはドイツのケルンで正式な事業体になった。最初の数か月間、会社はSchumacherとEssmannのみによって運営され、PriesnerとWürznerは学業を終えた。その後、Helga Schackenbergが同社の最初の従業員となり、その後すぐにWürznerが続いた。年末に、Essmannは医療研修医を完了するために約2年間会社を辞めた。その間、sedoは2002年にケルンのより大きなオフィスに移転し、Matt Bentleyが会社に加わり、Essmannの不在時にsedoの開発を監督した。SedoのIPO前の資金調達は、NM Rothschild Holdingsだった。
Sedoは2003年に米国に子会社オフィスを開設する計画を開始した。この計画段階で、Essmannは海外をリードしたいと考えて会社に戻った。BentleyとEssmannはアメリカに向かい、Jeremiah Johnstonはその直後に法律顧問としてチームに加わった。2005年には、sedoオフィスが Sedo.com, LLC の下にマサチューセッツ州ケンブリッジ (米国) に開設された。
2006年、CEOのTim Schumacherは一時的にケンブリッジ オフィスに加わり、米国市場への拡大を支援し、会社はドメイン名オークションを導入した。2007年、SedoはDomainsBotに少数投資をした。DomainsBotの技術は、後にSedoのドメイン検索ツールの更新に貢献した。同社は2007年6月19日に、競合するドメイン名市場であるGreatDomains.comをVeriSignから買収した。

### Sedo Holding AG
2009 年、Adlink グループ内のSedoの姉妹会社であるAdLINK Media は、Hi-media Groupに売却された。この売却により、2010年にグループが再編され、名前がSedo Holding AG に変更された。同年、sedoは姉妹会社のAffilinetをケルン オフィスに迎えた。Tim Schumacherは、セド内でのリーダーシップの役割を維持しながら、Sedo Holding AGのCEOに任命され、Liesbeth Mack-de Boerはセドの最高営業責任者 (CSO) に任命された。